# AOC International
AOC International (comerciant com a AOC, abans Admiral Overseas Corporation i estilitzat com a ΛOC, Chinese) és una empresa multinacional d'electrònica amb seu a Taipei, Taiwan, i una filial de TPV Technology. Dissenya i produeix una gamma completa de televisors LCD i monitors de PC, i abans monitors CRT per a PC que es venen a tot el món amb la marca AOC.

## Història
Admiral Overseas Corporation (AOC) va ser fundada a Chicago, Illinois, per Ross Siragusa com a braç asiàtic de la seva Admiral Corporation, i més tard es va establir a Taiwan el 1967 com el primer fabricant de televisors en color per a l'exportació. El 1978, Admiral Overseas Corporation va passar a anomenar-se AOC International. El màrqueting directe sota la marca AOC va començar el 1979. Entre 1988 i 1997, AOC va establir les seves oficines de vendes als Estats Units, la Xina, Europa i el Brasil. AOC es va llançar a l'Índia i Mèxic el 2005 i el 2006 respectivament. Els productes AOC, com ara monitors CRT i LCD, televisors LCD, unitats tot en un i tauletes Android, estan disponibles a més de 40 països d'arreu del món.

## Cronologia
- 1934 - Continental Radio and Television Corporation fundada a Chicago, Illinois per Ross Siragusa. El nom es canviaria més tard per Admiral Corporation.
- 1947 - Admiral Corp. i marca establerta als Estats Units; és una de les primeres empreses a produir televisors en color.
- 1951 - Admiral ven més de 5 milions de televisors.
- 1967 - Admiral Overseas Corporation (AOC) establerta a Taiwan; primer fabricant de televisors en color per a l'exportació.
- 1978 - Admiral Overseas Corporation va canviar el nom a AOC International.
- 1979 - AOC comença el màrqueting directe amb la seva pròpia marca.
- 1982 - Marca AOC registrada a tot el món.
- 1988 a 1997 - AOC estableix oficines de vendes als Estats Units, la Xina, Europa i el Brasil; El focus principal són els monitors d'ordinador.
- 1999 a 2001 - AOC entra al mercat de pantalla a Nova Zelanda i Austràlia.
- 2005 - AOC llançat a l'Índia.
- 2006 - Llançament de l'AOC a Mèxic.
- 2007 a 2009 - AOC ven a més de 40 països d'arreu del món; Els productes inclouen monitors CRT i LCD, televisors LCD i ordinadors tot en un.
- 2014 - llançament de la línia de jocs dedicada; Una de les carteres de productes més extenses del sector.
- 2016 - AOC llança la seva línia premium de monitors de joc AGON by AOC.
- 2017 – Celebració dels 50 anys d'AOC; Actualment es ven a 55 països; Líder del mercat en 10 països.
- 2020: AOC és la marca de monitors de joc número u del món i la quarta marca de monitors en general.
- 2021 - Tracker trimestral de jocs IDC - Monitor de jocs número 1 2021; AOC amplia la cartera amb accessoris.
- 2022 - IDC Quarterly Gaming Tracker - Monitor de jocs número 1 2022.[4]